# José Luis Zamanillo
José Luis Zamanillo González-Camino, né en 1903 à Santander (Cantabrie, Espagne) et mort à Madrid en 1980, est un homme politique traditionaliste.
Surtout connu comme dirigeant des Requetés — organisation paramilitaire carliste — durant la République et la guerre civile, il est également élu en 1933 député de province natale dans les rangs de l’Unión de Derechas Agrarias (« Union des droites agraires »), intégrée dans la CEDA.
À partir des années 1960, il devient un des collaborateurs carlistes au régime franquiste. Entre 1961 et 1976, il est membre du Conseil national du Movimiento ainsi que du Conseil d'État en 1972-1976.